# SSM-N-9 Regulus II
SSM-N-9 Regulus II – amerykański uskrzydlony pocisk manewrujący z głowicą atomową przeznaczony dla United States Navy. Zadaniem pocisku miało być atakowanie celów brzegowych.

## Historia

### Geneza
Eksploatacja pocisku SSM-N-8 Regulus I w amerykańskiej marynarce wojennej wykazała, iż dalszy rozwój uskrzydlonych kierowanych pocisków przenoszących głowicę jądrowe powinien pójść w stronę zwiększenia ich prędkości. Za główną broń zdolną do zwalczania tego typu pocisków uważano samoloty myśliwskie. Na początku lat 50. XX w., rozwój kierowanych rakietowych systemów przeciwlotniczych był jeszcze na wczesnym etapie rozwoju, nie postrzegano ich zatem jako głównej linii obrony przed nadlatującymi pociskami manewrującymi, obarczając taką rolą nieprzyjacielskie lotnictwo lub klasyczną artylerię przeciwlotniczą. Wzrost osiągów pocisków, ich prędkości i pułapu miał na celu zwiększenie szans na uniknięcie przechwycenia przez myśliwce i wyjście spoza zasięgu przeciwlotniczej broni lufowej. Obok prędkości i pułapu następnym elementem jaki powinien ulec poprawie był zasięg. Jego zwiększenie pozwoliłoby na odpalanie pocisków z większej odległości od celu ataku, będąc poza zasięgiem nieprzyjacielskiego lotnictwa.

### Projekt

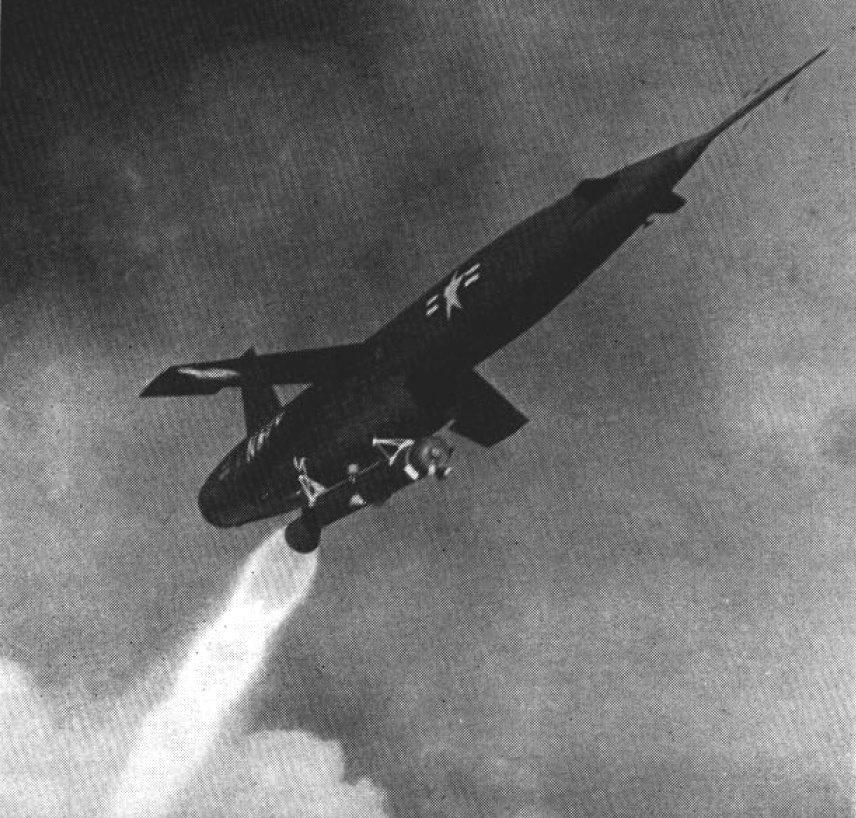
Start pocisku

Niezależnie od wymagań US Navy, producent Regulusa I firma Chance Vought z własnej inicjatywy w kwietniu 1952 roku rozpoczęła prace nad nową wersją pocisku. Kiedy w czerwcu 1953 roku marynarka podpisała kontrakt z wytwórnią na opracowanie nowej skrzydlatej rakiety, mającej charakteryzować się zasięgiem rzędu 1650 km oraz zdolnością do lotu z prędkością naddźwiękową, Chance Vought wstępne prace projektowe miał już za sobą. Nowy pocisk otrzymał oznaczenie SSM-N-9 Regulus II nie był jednak zmodernizowaną wersją SSM-N-8 a zupełnie nową konstrukcją. Wydłużony, smukły kadłub o ostrym dziobie wyposażono w cienkie skrzydła o profilu przystosowanym do realizacji misji w locie naddźwiękowym. Pod kadłubem umieszczono wlot powietrza do silnika marszowego. Wlot nie miał regulowanej średnicy. Trapezowe stery poziome znajdowały się na dziobie kadłuba, zastosowano układ kaczka. Skośne usterzenie pionowe umieszczono klasycznie z tyłu kadłuba. Silnik główny stanowił turboodrzutowy General Electric J79-GE-7 z dopalaczem o ciągu 66,68 kN. Start następował przy użyciu rakietowego przyśpieszacza, którym był zamontowany pod kadłubem, działający kilka sekund silnik rakietowy na stały materiał pędny. początkowo Aerojet General o ciągu 511,21 kN, a następnie mocniejszy Rocketdyne o ciągu 600,11 kN. Sterowanie pociskiem odbywało się autonomicznie dzięki instalacji programowanego przed lotem, bezwładnościowego układu kierowania. Prototypy pocisku wyposażono w chowane w locie trójpodporowe podwozie z przednim podparcie. Dzięki takiemu rozwiązaniu możliwym stało się odzyskiwanie pocisków po przeprowadzonych testach w locie. W celu ułatwienia lądowania prototypy wyposażono w spadochron hamujący.

### Próby
Pierwszy lot pocisku odbył się 29 maja 1956 roku. Maszyna o własnych siłach wystartowała na silniku marszowym z Edwards Air Force Base i po locie również samodzielnie wylądowała. Jako że docelowy silnik General Electric J79-GE-7, nie był wówczas jeszcze gotowy, prototyp wyposażono w jednostkę Curtiss-Wright J65 o ciągu 34,67 kN, licencyjną wersję brytyjskiego silnik Armstrong Siddeley Sapphire. Próby w locie przebiegały bez problemów. W 1957 roku prototyp wyposażono w dostępny już, docelowy J79-GE-7.

### Służba

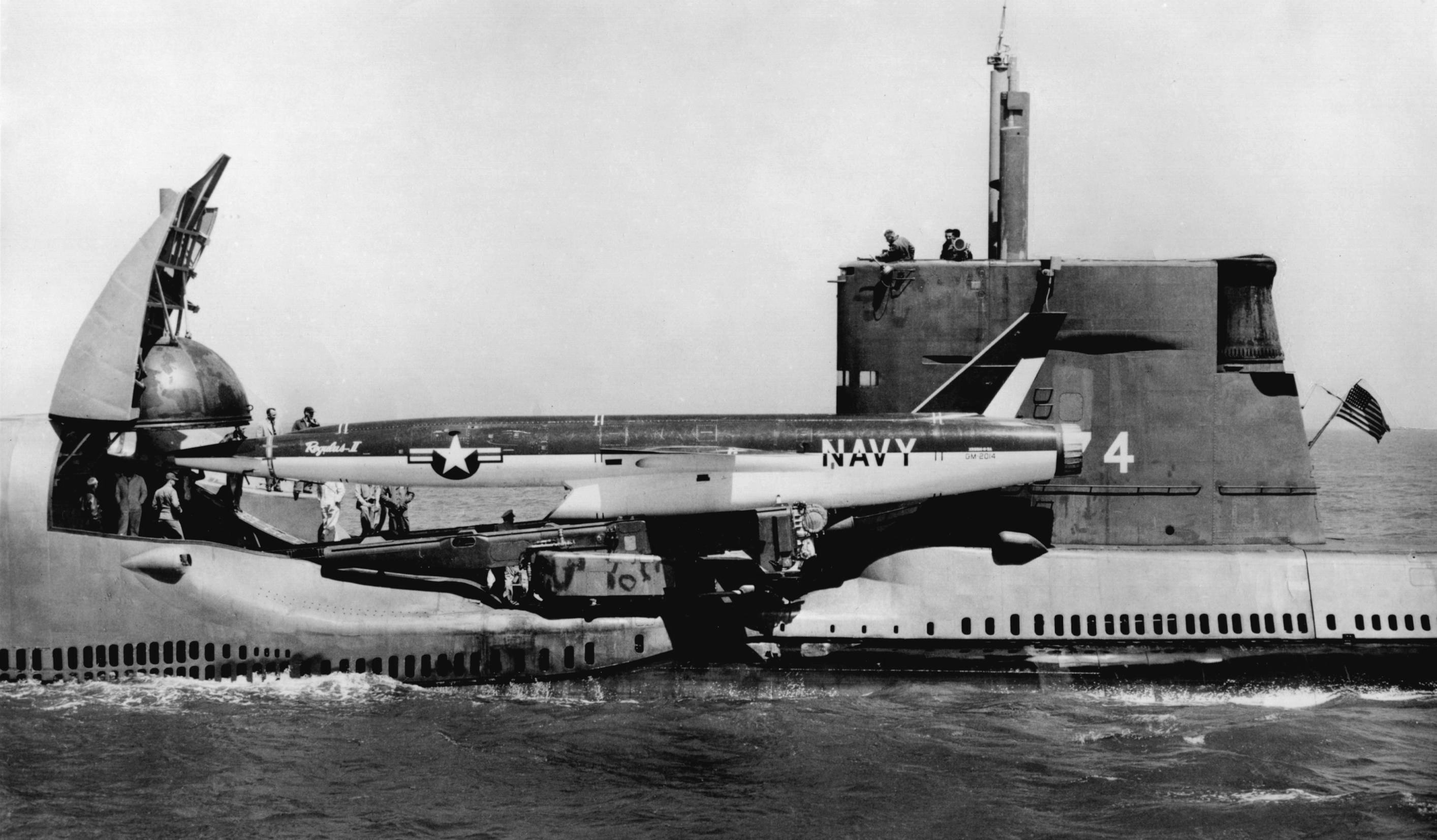
SSM-N-9 Regulus II przygotowywany do odpalenia z pokładu okrętu podwodnego USS Grayback (SSG-574)

W odróżnieniu od SSM-N-8, Regulus II miał być przeznaczony do atakowania tylko celów brzegowych i pierwszej kolejności wejść na uzbrojenie tylko okrętów podwodnych. Pierwszym z nich miała być jednostka USS Grayback (SSG-574) z klasycznym napędem oraz USS Growler (SSG-577). Następną jednostką na pokładzie której miały znaleźć się pociski był okręt podwodny o napędzie atomowym USS Halibut (SSGN-587). Docelowo pociski miały znaleźć się na pokładach 21 atomowych okrętów podwodnych oraz dwóch z napędem konwencjonalnym. Pociski umieszczone miały być w specjalnie do tego celu zbudowanych hangarach znajdujących się na pokładach okrętów. Następnie system miał wejść na uzbrojenie dwóch krążowników, w tym z napędem atomowym USS Long Beach (CGN-9). Okręt podwodny mógł wystrzelić pocisk jedynie będąc w położeniu nawodnym. W celu minimalizacji czasu przebywania jednostki na powierzchni, cały proces wyprowadzenia pocisku z hangaru, rozłożenia skrzydeł i startu poddano głębokiej automatyzacji. Dzięki takiemu rozwiązaniu załoga łodzi podwodnej nie musiała wychodzić nawet na pokład. Działanie całego systemu zostało przetestowane na specjalnie do tego celu zmodyfikowanej jednostce USS King County (LST-857). 2 maja 1958 roku odbyło się pierwsze odpalenie Regulusa II z jej pokładu przy wykorzystaniu automatycznego systemu. 18 września tego samego roku po raz pierwszy odpalono pocisk z okrętu podwodnego, był nim USS Grayback.

### Uzbrojenie
SSM-N-9 Regulus II miał przenosić na swoim pokładzie głowicę jądrową W-27 o mocy 1,5 MT. Moc głowicy mogła być powiększona.

### Zakończenie programu
Program budowy Regulusa II od samego początku traktowany był przez US Navy jako alternatywa dla wprowadzanego równolegle systemu rakietowego Polaris-Poseidon. Marynarka nie mając doświadczenia z pociskami balistycznymi na pokładach swoich okrętów, chciała w toku eksploatacji obydwu systemów, pocisków rakietowych i skrzydlatych pocisków manewrujących dokonać oceny i porównania obydwu typów uzbrojenia. Koszty równoległego wprowadzania i użytkowaniu tak dwóch różnych a przeznaczonych do tego samego celu, systemów były jednak nie do zaakceptowania i w grudniu 1958 roku amerykański Kongres nakazał zakończenie jednego z programów. Wybór padł na rokujący mniejsze nadzieje na przyszłość SSM-N-9 Regulus II. Do wprowadzenia w życie decyzji kongresu w styczniu 1959 roku zdołano ukończyć budowę 7 egzemplarzy prototypowych i 20 maszyn seryjnych. Następne 27 pocisków znajdowało się na taśmach montażowych w różnym stopniu zaawansowani. Zachowane egzemplarze wykorzystano w pracach nad programem BOMARC. Użyto ich również jako latających celów. 13 listopada 1959 roku rozpoczęto projekt, którego celem było osiągnięcie w locie prędkości Ma=2,0 co udało się osiągnąć 10 grudnia tego samego roku.